# بئر بن ضبعان (القطن)
'

تعديل مصدري - تعديل

بئر بن ضبعان هي إحدى قرى عزلة القطن بمديرية القطن التابعة لمحافظة حضرموت، بلغ تعداد سكانها 20 نسمة حسب تعداد اليمن لعام 2004.